# محافظة بنما الغربية
محافظة بنما الغربية (بالإسبانية: Provincia de Panamá Oeste)‏ هي محافظة في بنما، بلغ عدد سكانها 464,038 نسمة وذلك حسب إحصائيات سنة 2010، عاصمتها La Chorrera, Panama ‏، تبلغ مساحتها 2,880 كيلومتر مربع.